# الملا كريكار
الملا كريكار، اسمه الحقيقي (نجم الدين فرج أحمد)، داعية إسلامي كردي، ولد في مدينة السليمانية في كردستان العراق عام 1956م، حاصل على درجة الماجستير في علوم الحديث من باكستان بعد هروبه من نظام صدام حسين الحاكم في بداية الثمانينات من القرن الماضي، انظم إلى الحركة الإسلامية الكردية بعد حادثة قصف مدينة حلبجة الكردية بالأسلحة الكيمياوية، وعاد إلى العراق ضمن الحركة المسلحة المناوءة لنظام صدام حسين بعد انتهاء حرب تحرير الكويت، هاجر الملا كريكار إلى النرويج في سنة 1992 مع عائلته وأصدر صحيفة باللغة العربية باسم (كردستان) بالمشاركة مع أخيه الشقيق (خالد فرج).
في عام 2001 عاد إلى إقليم كردستان لبناء مسجد كبير في مدينة السليمانية مسقط رأسه، ثم انغمس في الأمور السياسية من جديد، وقد استقبله كبار الساسة في شمال العراق لمرات عديدة.
انتخب أميرا لجماعة أنصار الإسلام عام 2002 للمساهمة في نزع فتيل الصراع الدموي بين جماعة جند الإسلام وحزب الاتحاد الوطني الكردستاني، وجوبهت جهوده بالفشل بسبب الغزو الأمريكي للعراق.
قامت الشرطة الهولندية بالقاء القبض عليه أثناء توجهه عائدا لزيارة أهله في النرويج، وقامت المخابرات الأمريكية بالتحقيق معه، وبعد أربع أشهر من السجن تم إعادته إلى بلد إقامته في النرويج حيث واجه أكثر من ثلاثين تهمة قضائية بدعوى مخالفة قوانين الهجرة ودعم منظمات ارهابية.
في عام 2004 حصل الملا كريكار على حكم قضائي ببراءته من تهمة دعم الإرهاب، إلا ان الجماعات النافذة في الحكومة النرويجية أصرت على استصدار قرار يقضي بطرد الملا كريكار من الأراضي النرويجية، وما زال هذا القرار معطلا لحد الآن بسبب عدم وجود ضمانات لعدم تعرضه إلى التعذيب والاضطهاد في حالة إعادته القسرية إلى العراق.
الملا كريكار بالإضافة إلى دوره السياسي المعروف، فهو كاتب وشاعر وخطيب مفوه يجيد الكلام بعدة لغات، وله عشرات الكتيبات الدينية باللغة الكردية، إلا ان أهم مؤلفاته هي ديوانه الشعري (ألم الولادة) و(ألم البقاء) وهما باللغة الكردية ويتحدث فيهما عن مآسي الشعب الكردي عموما، وماساة حلبجة بشكل خاص.
قام في سنة 2005 باصدار كتاب عن سيرة حياته باللغة النرويجية، وقد لاقى هذا الكتاب رواجا كبيرا بعد أن أصبح الملا كريكار شخصية معروفة اعلاميا في النرويج.
الملا كريكار متزوج وله اربع أولاد،
تأثر بـ سيد قطب وابن تيمية ومعالم في الطريق وفي ظلال القرآن.

## سيرته
ولد الملا كريكار عام 1956 لعائلة فقيرة في السليمانية، وله ستة أشقاء وأربع شقيقات. بدأ تعليمه عام 1962 وأكمل تعليمه الابتدائي والثانوي في السليمانية. في عام 1974 أصبح بيشمركة في الحزب الديمقراطي الكردستاني واستمر في ذلك حتى عام 1975. بعد انهيار الثورة الكردستانية عام 1975 عاد الى السليمانية وانتقل لاحقا الى اربيل وفي سن ال 19 عمل كموظف في الأمانة العامة للشؤون الاجتماعية في عام 1978 عاد إلى جامعة السليمانية وقُبل في قسم أدب اللغة العربية وتخرج بمرتبة الشرف وحصل على المركز الثاني على مستوى الكلية في قسم اللغة العربية والمركز السادس في الأقسام الأخرى. تعرف على أعضاء وأنصار الإخوان المسلمين وانجذب إليهم بسبب أخلاقهم العالية والتزامهم الديني، أحب حسن بنجويني وقال: «حسن بنجويني إمام المسجد أصبح إمام حياتي. أحببته أكثر من نفسي وأبي وأمي»، لذلك أصبح مسجد أبوبكر الصديق أول مدرسة إسلامية ووعظية وعمل اجتماعي للمنظمة، بعد تهجيره أصبح بيشمركة للحزب الديمقراطي الكردستاني في عام 1974 بسبب قمع نظام البعث واستمر حتى عام 1975.

## حكمَ في المحكمة النرويجية
أخيراً، حكمت المحكمة على الملا كريكار بالسجن لمدة عامين وعشرة أشهر لثلاث تهم. وتم إطلاق سراحه أخيرًا في 25 ديسمبر 2015.

## تسليمة إلى إيطاليا
في 26 آذار 2020، أُعلن أن السويد قد سلمت الملا كريكار إلى إيطاليا. وانتقد محاميه والعديد من الشخصيات الكردية القرار، قائلين إن السويد سلمته دون إثبات أي تهم ضده وأن التسليم جاء في وقت غير متوقع عندما انتشر فيه فيروس كورونا في إيطاليا.